# Armand du Cambout
Pour les autres membres de la famille, voir Famille du Cambout.
Armand du Cambout, duc de Coislin, né le 2 septembre 1635 à Paris et mort le 16 septembre 1702 est un militaire français.
Il est le plus jeune académicien de l'histoire, il est en effet élu, à l'âge de 16 ans.

## Biographie
Armand du Cambout naît le 2 septembre 1635 à Paris, et est baptisé le 14 Février 1638.
Fils de Marie Séguier, comtesse de Crécy et de César du Cambout, marquis de Coislin, colonel général des gardes suisses, il suit également la carrière des armes : il est mestre de camp général de la cavalerie légère de France, lieutenant-général en Basse-Bretagne, et lieutenant-général des armées du roi.
Armand, marquis de Coislin, obtient que les baronnies de Pontchâteau et les seigneuries de La Roche-Bernard fussent unies en sa faveur au marquisat de Coislin, lors de son élection en duché-pairie au mois de décembre 1663.
Il est élu membre de l'Académie française en 1652, à l'âge de 16 ans et demi,. Il reste le plus jeune académicien de l'histoire.
Il est l'un des quatre seigneurs otages de la Sainte Ampoule, lors du sacre du roi Louis XIV, le 17 juin 1654.
Nommé prévôt de Paris le 13 août 1669, il obtient les provisions de cette charge le 29 juin 1670, n'en prend pas possession et s'en démet en 1685.
Il est fait chevalier des ordres du roi à la promotion du 31 décembre 1688, et meurt le 16 septembre 1702, alors doyen de l'Académie. Son fauteuil est, par la suite, occupé successivement par ses deux fils, Pierre et Henri-Charles.
Son corps est porté dans l'église des Récollets de Saint-Denis en France, ainsi que, le 9 septembre 1705, celui de sa femme, Madeleine du Halgouët.
Membre de la famille du cardinal de Richelieu, il résidait à Paris en l'hôtel de Coislin, qui jouxtait celui de Louvois.

### Postérité
Dans ses Mémoires, Saint-Simon a écrit : « Le duc de Coislin étoit d'une politesse outrée, et tellement quelquefois, qu'on en étoit désolé. Il complimentoit donc sans fin les gens chez qui il se trouvoit logé dans le voyage
... »